# Blood Work
Blood Work ist eine amerikanische Literaturverfilmung des Michael-Connelly-Romans Das zweite Herz. Brian Helgeland adaptierte das Buch für Regisseur Clint Eastwood und schuf dabei einen differenzierten Plot, der sich jedoch ganz wesentlich von Connellys Roman unterscheidet. Der Thriller ist Eastwoods zwanzigster Film als Regisseur und Hauptdarsteller.

## Handlung
Terry McCaleb ist zwar schon weit über 60, arbeitet jedoch noch immer als Profiler beim FBI in Los Angeles. Zum wiederholten Mal wird er an den Tatort eines mehrfachen Mordes gerufen, wo der Mörder eine mit Blut an die Wand geschriebene Nachricht für ihn hinterlassen hat: „Fang mich, McCaleb!“, dazu eine Nummer aus allen Ziffern mit Ausnahme der Eins (was aber zu diesem Zeitpunkt noch niemandem auffällt). Als McCaleb beim Verlassen des Hauses von einer Journalistenmeute bedrängt wird, fallen ihm plötzlich die Basketballschuhe eines Mannes auf, dessen Gesicht nicht erkennbar ist, weil er ein Kapuzenshirt trägt. Auf der Treppe im Haus sah McCaleb den Abdruck eines Basketballschuhs. Der Code-Killer! Endlich glaubt McCaleb, ihn zu haben. Der Mann rennt weg und McCaleb verfolgt ihn – bis er mit einem Herzinfarkt zusammenbricht.
Zwei Jahre später setzt die Kardiologin Dr. Bonnie Fox dem inzwischen pensionierten und allein auf einem Hausboot lebenden FBI-Beamten ein Spenderherz ein. Es war schwierig, ein geeignetes Organ zu finden, denn McCaleb hat die seltene Blutgruppe AB negativ.
Zwei Monate nach der Herztransplantation taucht die Mexikanerin Graciella Rivers bei McCaleb auf dem Hausboot auf. Sie möchte, dass der frühere FBI-Beamte einen Mordfall aufklärt: Ihre 32-jährige Schwester Gloria Torres wurde in einem Supermarkt erschossen, als sie für ihren Sohn Raymond einen Schokoriegel kaufen wollte. McCaleb versucht, Graciella zu erklären, dass er pensioniert ist und auch nicht vorhat, als Privatdetektiv zu arbeiten. Da erfährt er, dass das Herz der Ermordeten in seiner Brust schlägt. Graciella fand es heraus, weil er am Mordtag operiert wurde und Gloria ebenfalls die Blutgruppe AB negativ hatte. McCaleb fühlt sich nun verpflichtet, wenigstens die Polizeiakte zu studieren und sich das Video der Überwachungskamera anzuschauen.
Da McCaleb wegen seiner Herz-OP nicht mehr Auto fährt (bei einem Unfall könnte der Airbag ihn umbringen), wendet er sich an seinen ohnehin nur herumgammelnden schlappen Bootsnachbarn Jasper Noone, genannt Buddy. Der ist bereit, ihn gegen entsprechende Bezahlung herumzufahren.
Nur widerwillig nehmen die Detectives Ronaldo Arrango und John Waller sich Zeit für ihren pensionierten Kollegen. Der Fall interessiert sie nicht, denn sie glauben an einen ganz normalen Raubüberfall, bei dem der Täter dann die Nerven verlor und eine Kundin erschoss. McCaleb stellt jedoch fest, dass der maskierte Mörder nicht im Geringsten nervös war, Gloria gezielt in den Kopf schoss und sich in dem Geschäft offenbar auskannte. Außerdem wundert er sich darüber, dass unmittelbar nach der Tat ein Mann auftauchte und der tödlich Verletzten Tücher unter den Kopf legte, wobei er darauf achtete, der Überwachungskamera nie sein Gesicht zu zeigen.
McCaleb lässt sich zur nächsten öffentlichen Bibliothek bringen und gibt dort in eine Internetsuchmaschine einige Merkmale der Tat ein. Auf diese Weise stößt er auf Zeitungsartikel über einen Fall, bei dem der Mörder ebenfalls eine Maske trug: Kurz vor der Ermordung Glorias wurde ein Mann namens James Cordell von einem Vermummten durch einen Kopfschuss getötet, als er gerade von einem Automaten Geld abheben wollte. Ein Passant, James Lockridge, fand den schwer verletzten Mann und rief den Notarzt, aber wegen eines Irrtums in der Adresse raste der Krankenwagen erst einmal am Tatort vorbei und es vergingen 20 Minuten, bis der Arzt endlich eintraf. Cordell starb wegen der verspäteten Hilfe auf dem Weg ins Krankenhaus.
Als McCaleb sich vor dem Bankautomaten umschaut, steht plötzlich ein langhaariger Mann mit einer Sonnenbrille und einem kreuzförmigen Ohrring hinter ihm und fragt ungeduldig, ob er fertig sei.
Graciella erzählt McCaleb, dass sie bei den Sachen ihrer toten Schwester einen kreuzförmigen Ohrring vermisste, und Cordells Witwe bestätigt McCaleb, ihr Mann habe am Mordtag eine Sonnenbrille getragen. McCaleb begreift, dass ihn der gesuchte Mörder am Bankautomaten angesprochen hat, und dass es eine Verbindung zwischen den beiden Morden gibt. Gloria Torres und James Cordell wurden beide durch Kopfschüsse getötet. Mithilfe seiner früheren Kollegin Jaye Winston findet McCaleb heraus, dass beide Opfer die Blutgruppe AB negativ hatten, dieselbe wie er selbst. Bei einem Abgleich der Uhrzeiten stellt McCaleb fest, dass der Notruf vom Supermarkt bereits vor dem Mord erfolgt war. Er ist inzwischen überzeugt, dass es sich bei dem Mann, der Glorias Kopf auf Tücher bettete, um den Mörder handelte, der noch einmal zurückkehrte, nachdem er kurz die Maske abgenommen und die Jacke gewechselt hatte.
McCaleb hat Fieber. Der Stress ist zu viel für den Rekonvaleszenten. Dr. Fox ist entsetzt über seine Unvernunft und seinen Gesundheitszustand. Sie lehnt jede Verantwortung ab.
Graciella übernachtet mit ihrem Neffen, den sie zu sich genommen hat, auf McCalebs Boot. Sie und der Mann mit dem Herzen ihrer Schwester kommen sich näher. Tagsüber, wenn sie als Bedienung arbeitet und McCaleb keinen Chauffeur benötigt, kümmert Buddy sich um Raymond.
James Lockridge wird tot aufgefunden, genau an der Stelle, an der McCaleb bei der Verfolgung des Code-Killers einen Herzinfarkt erlitt. Am Tatort findet die Polizei wieder eine Nummer. Als McCaleb, zurück im Hausboot, dem kleinen Raymond so nebenbei die Nummer zeigt, fällt dem Buben auf, dass die Nummer alle Zahlen aufweist, mit Ausnahme der Eins. Da beginnt McCaleb, die Zusammenhänge zu erahnen. Eine Woche nach ihm hatte Buddy damals das benachbarte Hausboot bezogen. Buddy heißt mit seinem richtigen Namen Jasper Noone (Noone = No One = keine Eins).
Buddy gibt alles zu, als McCaleb mit gezogenem Revolver zu ihm aufs Boot kommt. Nach McCalebs Herzinfarkt langweilte sich der Code-Killer ohne seinen Gegner. Um ihm durch ein neues Herz wieder Tatkraft zu verschaffen, erschoss er James Cordell am Bankautomaten, aber das ging schief, weil der Notarzt zu spät eintraf. Dann fand er heraus, dass Gloria Torres die benötigte Blutgruppe hatte, und er observierte sie, bis er sie im Supermarkt tötete und zur Sicherheit vorher den Notarzt alarmierte.
Als Buddy befürchtet, McCaleb werde ihn im Zorn erschießen, weist er ihn darauf hin, dass er Graciella und Raymond in seiner Gewalt hat. Er verlangt von McCaleb, dass dieser ihn entkommen lässt und verspricht, die Geiseln freizulassen, sobald er für sich ein geeignetes Versteck gefunden hat. „Dann kann unser Spiel von vorn anfangen.“ Buddy geht an McCaleb vorbei. Der zerschießt ihm eine Arterie am Arm, bindet ihm mit dem Hosengürtel den Arm ab und fordert ihn auf, ihn zu Graciella und Raymond zu bringen. McCaleb findet die beiden eingesperrt auf einem Schiffswrack. McCaleb befreit sie, und bei dem nachfolgenden Showdown trifft er Buddy tödlich. Bevor dieser stirbt, drückt Graciella Buddys Kopf unter Wasser und tötet letztendlich den Mörder ihrer Schwester.

## Besetzung und Synchronisation
Die deutschsprachige Synchronisation des Films entstand bei der Film- & Fernseh-Synchron. Verfasser des Dialogbuchs war Hartmut Neugebauer, der auch als Dialogregisseur tätig war.
| Rolle                     | Darsteller      | Synchronsprecher   |
| ------------------------- | --------------- | ------------------ |
| Terry McCaleb             | Clint Eastwood  | Joachim Höppner    |
| Jasper Noone gen. Buddy   | Jeff Daniels    | Wolfgang Condrus   |
| Dr. Bonnie Fox            | Anjelica Huston | Marianne Groß      |
| Graciella Rivers          | Wanda De Jesus  | Susanne von Medvey |
| Detective Jaye Winston    | Tina Lifford    | Dagmar Heller      |
| Detective Ronaldo Arrango | Paul Rodriguez  | Jan Odle           |
| Detective John Waller     | Dylan Walsh     | Marcus Off         |

Nach dem Tod Klaus Kindlers, der Clint Eastwood – bis auf wenige Ausnahmen in den 60er und 70ern – synchronisierte, entschied sich Eastwood, der immer ein Auge auf die Synchronisationen seiner Filme hat, für Joachim Höppner als Nachfolger.

## Kritiken
Roger Ebert schrieb in der Chicago Sun-Times vom 9. August 2002, dass Clint Eastwood – im Gegensatz zu vielen anderen Actionstars – sein Alter nicht aus den Augen verloren habe und Geschichten fand, um seine Jahre auszuschöpfen. Die Stärke des Films bestünde darin, dass er drei sich überschneidende Handlungsbögen beinhalte: die Ermittlungen, die gesundheitlichen Probleme des Protagonisten und die sich schrittweise aufbauende Beziehung. Ebert lobte weiterhin das Drehbuch und bezeichnete Terry McCaleb als eine der besten von Eastwood verkörperten Figuren.
James Berardinelli hingegen bezeichnete den Film auf ReelViews als „großen Fehltritt“ sowie „eine Enttäuschung“. Das Katz-und-Maus-Spiel zwischen dem Killer und der Hauptfigur sei uninteressant, die Handlung bestünde lediglich aus „einer Reihe schlecht gestrickter Finten“. Berardinelli lobte nur die Leistungen der Darsteller, wobei er die Darstellung von Eastwood mit einem „älteren Dirty Harry mit Herzkrankheit“ verglich.
Das Lexikon des internationalen Films schrieb: „Routiniert inszenierter Thriller um eine zweite Lebenschance, der zunächst reizvoll mit den Brüchen der Geschichte operiert, dann aber zunehmend den Genreklischees verfällt. Vor allem kann Clint Eastwood als Hauptdarsteller und Regisseur nicht von seiner Rolle des omnipotenten Konfliktlösers lassen und demontiert dadurch zunehmend seinen Filmcharakter.“
Die Deutsche Film- und Medienbewertung FBW in Wiesbaden verlieh dem Film das Prädikat „besonders wertvoll“.